# カステル・メッラ
カステル・メッラ（伊: Castel Mella）は、イタリア共和国ロンバルディア州ブレシア県にある、人口約11,000人の基礎自治体（コムーネ）。

## 地理

### 位置・広がり

#### 隣接コムーネ
隣接するコムーネは以下の通り。
- アッツァーノ・メッラ
- ブレシア
- カプリアーノ・デル・コッレ
- フレーロ
- ロンカデッレ
- トルボレ・カザーリア

### 地震分類
イタリアの地震リスク階級 (it) では、3 に分類される
。